# Brachet de Styrie à poil dur
Pour les articles homonymes, voir Brachet (chien).
Le brachet de Styrie à poil dur est une race de chiens originaire de Styrie, une région à la frontière de l'Autriche et de la Slovénie. La race est considérée comme originaire d'Autriche par la Fédération cynologique internationale. C'est un chien courant de taille moyenne, de construction solide, utilisé dans des terrains difficiles comme chien de recherche au sang.

## Historique
En 1870, l'industriel Carl Peitinger commence la sélection du brachet de Styrie en procédant au croisement entre Hela I, une chienne de rouge du Hanovre et un chien courant d'Istrie à poil dur.

## Standard
Le brachet de Styrie à poil dur est un chien courant de taille moyenne et à la musculature solide. La queue d’une longueur moyenne est forte à la racine et portée vers le haut légèrement en forme de faucille. La face inférieure est en brosse, mais sans panache. Le crâne légèrement bombé est doté d'un os occipital bien développé et d'un stop marqué. Les oreilles pas trop grandes tombent appliquées à plat contre les joues et sont couvertes d’un poil fin. Les yeux sont marron.
Le poil est dur et rêche. Il est plus court sur la tête et forme une moustache. Les couleurs de la robe sont le rouge et le jaune-pâle. L’étoile blanche au poitrail est admise.

## Caractère
Le standard FCI décrit la race comme passionnée de chasse et sûre d'elle. C'est un chien confiant, volontaire au travail et très attaché à son maître

## Utilité
Le brachet de Styrie à poil dure est un chien courant solide et bien gorgé. Il suit la voie avec assurance. Il est utilisé pour forcer le gibier en donnant de la voix et comme spécialiste de la recherche au sang dans des terrains difficiles, notamment montagneux.